# Pleurothallis adonis
Pleurothallis adonis är en orkidéart som beskrevs av Carlyle August Luer. Pleurothallis adonis ingår i släktet Pleurothallis och familjen orkidéer. Inga underarter finns listade i Catalogue of Life.